# Atletismo nos Jogos Pan-Americanos de 1967 - 100 m masculino
A prova dos 100 m masculino nos Jogos Pan-Americanos de 1967 foi realizada em Winnipeg, Canadá.

## Medalhistas
| Ouro                    | Prata                             | Bronze                  |
| Harry Jerome CAN Canadá | William Turner USA Estados Unidos | Hermes Ramírez CUB Cuba |

## Resultados
| Posição           | Nome           | Nacionalidade         | Tempo | Notas |
| ----------------- | -------------- | --------------------- | ----- | ----- |
| Medalha de ouro   | Harry Jerome   | CAN Canadá            | 10.27 |       |
| Medalha de prata  | William Turner | USA Estados Unidos    | 10.27 |       |
| Medalha de bronze | Hermes Ramírez | CUB Cuba              | 10.36 |       |
| 4                 | Jerry Bright   | USA Estados Unidos    | 10.40 |       |
| 5                 | Mike Fray      | JAM Jamaica           | 10.48 |       |
| 6                 | Iván Moreno    | CHI Chile             | 10.58 |       |
| 7                 | Ron Monsegue   | TRI Trinidad e Tobago | 10.82 |       |